# Cestrum fraternum
Cestrum fraternum är en potatisväxtart som beskrevs av Julius Sterling Morton. Cestrum fraternum ingår i släktet Cestrum och familjen potatisväxter. Inga underarter finns listade i Catalogue of Life.